# Alexandra Braun
Alexandra Braun   (Caracas, 19 de maig de 1983) és una actriu i model veneçolana, reina de la bellesa que va guanyar l'edició de 2005 de Miss Terra, un concurs internacional anual de bellesa que promou la consciència mediambiental.
Braun va guanyar quatre premis internacionals com a millor actriu en diversos festivals de cinema arreu del món per la seva representació del paper principal de la pel·lícula Uma al Festival de Cinema de Londres, al Festival Internacional de Cinema de Mònaco, al Festival Internacional de Cinema de Milà, i al Festival de Cinema Latino de Georgia a Atlanta; la pel·lícula també va obtenir un reconeixement a la categoria «Pel·lícula del món» al Festival Internacional de Cinema de l'Índia, i va obtenir la millor pel·lícula estrangera al Festival Internacional de Cinema de Burbank dels Estats Units d'Amèrica.

## Joventut i inici de la seva carrera professional
Braun va crèier a Caracas, i es va graduar cum laude amb un títol de llicenciada en màrqueting i publicitat. La seva família era d'Alemanya, però va emigrar a Veneçuela després de la Segona Guerra Mundial.
Braun va competir en el concurs de Miss Veneçuela del 2005 representant a Nueva Esparta, on va ser subcampiona; aleshores va ser seleccionada per Sambil Model Caracas per representar Veneçuela a Miss Terra, celebrat a Manila, Filipines. Va ser coronada Miss Terra 2005 el 23 d'octubre de 2005, on vuitanta concursants de tot el món van participar en la competició. Braun també va guanyar el «Millor vestit de bany». El seu triomf va fer de Veneçuela el segon país després que el Brasil guanyés tots els «Quatre Grans» concursos de bellesa (Miss Món, Miss Univers, Miss Internacional i Miss Terra).
Braun va coronar la seva successora, Hil Hernández, durant la final del concurs de Miss Terra 2006 del 26 de novembre del 2006, celebrada al Museu Nacional de Manila, Filipines. La seva successora de Miss Terra Veneçuela, Marianne Puglia, va ser coronada Miss Terra Foc, l'equivalent a la 3a subcampiona. Ara té una carrera d'actriu a Veneçuela.

## El seu regnat com a Miss Terra 2005
Durant el seu regnat de Miss Terra, va conèixer a la presidenta de les Filipines Gloria Macapagal-Arroyo al palau de Malacañan, que va considerar com una de les seves experiències més memorables.
Al seu retorn a Veneçuela, després de guanyar la competició Miss Terra, Braun va encapçalar immediatament un programa de reforestació a Caracas, Maracaibo i Valencia amb l'ajuda de Centro Sambil, la franquícia del concurs Miss Terra Venezuela. Va ser seguida del llançament del Programa Arbre SAMI, una activitat de recaptació de fons que educa els nens sobre la importància de protegir els arbres per salvar el medi ambient.
A l'abril del 2006, va viatjar a Singapur, junt amb la Fundació Miss Terra per co-acollir el Programa de les Nacions Unides per al Medi Ambient i l'esdeveniment de gala del PNUMA, el Campions de la Terra, un programa anual de premis per reconèixer líders ambientals destacats en l'àmbit polític. Va ser co-presentadora de l'acte de lliurament del premi el 21 d'abril de 2006, amb Eric Falt, director de comunicacions i informació pública del PNUMA.
Com a guanyadora de Miss Terra, Braun va recórrer el món per participar i promoure programes de sensibilització ambiental amb la Fundació Miss Terra de les Filipines. També va visitar diversos països com Canadà, Puerto Rico, Xile, Indonèsia, Filipines, Singapur i Veneçuela.

## Carrera professional després del segu regnat com a Miss Terra 2005
La victòria de Braun en MissTerra 2005 l'ha va convertir en una persona molt coneguda a Veneçuela i a diferents parts del món, especialment en el modelisme empresarial. Va començar en una nova etapa de la seva vida quan va anunciar el llançament de la seva pròpia marca d'accessoris, DiBraun Accessories, amb la seva germana bessona Karina. Ha aparegut en diverses revistes després del seu regnat, incloent el Women Journal de les Filipines, Variedades, Man, Ocean Drive, Maxim, Urbe, Que Pasa (Xile) entre d'altres. Braun va ser una model establerta a Amèrica Llatina, Europa i Àsia, que apareixia en nombrosos anuncis de televisió, revistes i campanyes publicitàries en països com Filipines, Romania, Malàisia, Mèxic, Hondures, Costa Rica, Bolívia i el seu país natal, Veneçuela.
Va començar la seva carrera com a actriu a Veneçuela amb la pel·lícula per Abraham Pulido produïda el 2012 i que es va mostrar al públic el maig del 2015, Hasta que la muerte nos separe, interpretant a una model que s'enamora d'un boxejador basat en la novel·la Otel·lo de William Shakespeare.
Va començar a aparèixer al teatre en l'obra Boeing Boeing, dirigida per Tullio Cavalli l'agost de 2013.
El 2014 va interpretar el seu primer paper en una telenovel·la, Amor Secreto al canal de televisió Venevisión, interpretant Alejandra Altamirano, l'antagonista de la història. Es va emetre el maig de 2015. El 2016 va ser cridada per a interpretar la seva segona obra de teatre, Cronicas desquiciadas.
El 2016 va fer la seva segona pel·lícula com a protagonista a la pel·lícula UMA, dirigida per Alain Maiki.
El gener de 2017 va començar a interpretar la seva tercera obra de teatre, Relatos Borrachos. Al maig va iniciar un nou projecte de televisió anomenat Ellas aman, ellos mienten i, al mateix temps, es va iniciar un projecte cinematogràfic, Blindados, dirigit per Carlos Malave.
A l'octubre de 2018, va formar part de l'Acadèmia Veneçolana de Ciença i Cinematografia.

### Concursos de bellesa

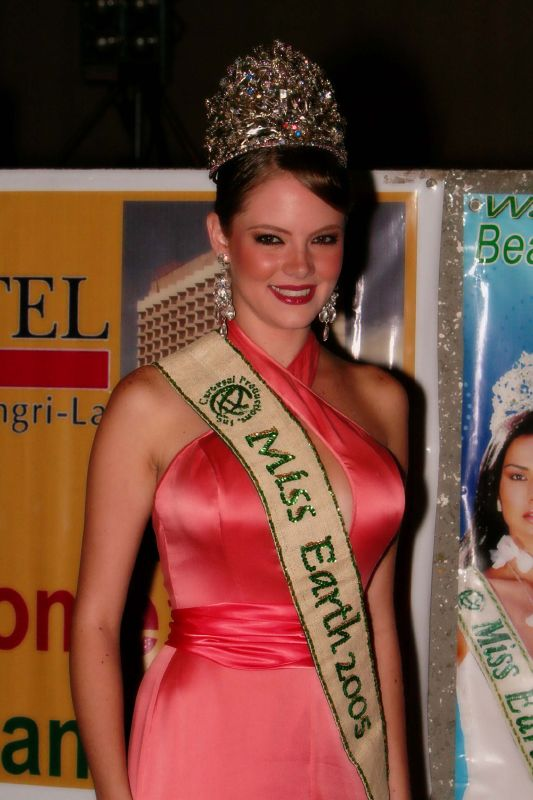
Alexandra Braun coronada Miss Terra 2005

Braun ha competit en els següents concursos de bellesa:
| Data             | Concurs                   | Posició         |
| Juliol de 2005   | Miss Terra Veneçuela 2005 | Guanyadora      |
| Setembre de 2005 | Miss Veneçuela 2005       | 1a classificada |
| Octubre de 2005  | Miss Terra 2005           | Guanyadora      |

### Catàlegs
| Any                    | Empresa     |
| 2004, 2005             | Jade        |
| 2005, 2006, 2007, 2008 | Beco        |
| 2006                   | Avon Beauty |
| 2006, 2007             | Macla       |
| 2008                   | Swim        |
| 2008                   | Canuan      |
| 2007-2008              | Vestimenta  |
| 2009-2010              | Avon Hogar  |
| 2009-2011              | Miss Lulu   |

### Ambaixadora d'organitzacions sense ànim de lucre
| Any          | Organització       | Causa/Programa                        |
| 2007–present | UNO MAS Foundation | Síndrome de Down                      |
| 2007–present | Asociación Civil   | Ronald McDonald (Program Give a Hand) |
| 2008–present | SENOSAYUDA         | Càncer de mama                        |
| 2008–present | UMA Foundation     | (Sopar amb estrelles)                 |
| 2012         | Acción Solidaria   | SIDA                                  |

### Filmografia
El desembre de 2017, Braun va guanyar el premi a la millor actriu al Festival Internacional de Cinema de Mònaco, l'anomenat Angel Film Awards per la seva interpretació en una pel·lícula d'història d'amor Uma, produïda a Itàlia per la productora Epic In Motion & AMZ junt amb Trinitus Productions. La pel·lícula també va guanyar els premis de millor pel·lícula, millor edició, millor actriu de repartiment i millor actor de repartiment.
L'actuació de Braun a la pel·lícula Uma va obtenir els premis per a la millor actriu al Festival Internacional de Cinema de Milà i al Georgia Latino Film Festival a Atlanta.
Al febrer de 2018, va guanyar per quarta vegada el premi a la millor actriu per la pel·lícula Uma al Festival de Cinema de Londres, produït pel British Film Institute, que projecta més de 300 pel·lícules, documentals i curtmetratges d'aproximadament 50 països.
| Pel·lícules  | Pel·lícules                    | Pel·lícules                    | Pel·lícules        |
| ------------ | ------------------------------ | ------------------------------ | ------------------ |
| Any          | Títol                          | Paper                          | País               |
| Maig de 2007 | Puras Joyitas                  | Miss Amazonas                  | Veneçuela          |
| Juny de 2008 | Comando X                      | Periodista espanyola de la CNN | Veneçuela          |
| Març de 2009 | La Pura Mentira                | Animadora                      | Veneçuela          |
| 2011         | Secretos de Confesión          | Aparició espontànea            | Veneçuela          |
| 2011         | Ubicua                         | Margareth                      | Veneçuela          |
| 2012         | Obsesión                       | Annie                          | Veneçuela          |
| 2013         | Sueño de Selva                 | Ulrike Koch                    | Canaima, Veneçuela |
| 2013         | Hasta que la muerte nos separe | Diana Montenegro               | Veneçuela          |
| 2014         | Amor secreto                   | Alejandra Altamirano           | Veneçuela          |
| 2016         | Uma                            | Uma                            | Itàlia             |
| 2017         | Blindados                      | Alicia                         | Veneçuela          |
| 2020         | Intriga tras cámaras           |                                | Veneçuela          |